# 江南警察署 (新潟県)
江南警察署（こうなんけいさつしょ）は、新潟県警察が管轄する警察署の一つである。

## 所在地
- 新潟県新潟市江南区鵜ノ子5丁目2-1

## 管轄区域
- 新潟市江南区

## 沿革
- 1876年（明治9年） - 亀田町巡査屯所として発足
- 1879年（明治12年） - 新潟警察署亀田警察分署と改称
- 1886年（明治19年） - 新津警察署亀田警察分署と改称
- 1948年（昭和23年） - 警察制度改正に伴い、亀田町警察署となる
- 1952年（昭和27年） - 亀田地区警察署となる
- 1954年（昭和29年） - 亀田警察署となる
- 1976年（昭和51年） - 現在地に庁舎完成、併せて新潟南警察署に改称。
- 2007年（平成19年）4月1日 - 新潟市の政令指定都市移行に伴い、江南警察署に改称　これに伴い、以前の白根警察署は新潟南警察署（にいがたみなみけいさつしょ）に改称された
- 2017年（平成29年）9月1日 - 管轄していた東区一部は新設された新潟東警察署へ、中央区一部は新潟警察署へそれぞれ移管し、管轄区域は江南区全域のみとなる。

## 組織
- 警務課
- 会計課
- 生活安全課
- 地域課
- 刑事課
- 交通課
- 警備課

## 交番
- 亀田駅前交番（新潟市江南区東船場1丁目1-22）
- 曽野木交番（新潟市江南区曽野木1丁目29-16）

## 駐在所
- 大江山駐在所（新潟市江南区大渕747-2）
- 酒屋駐在所（新潟市江南区酒屋町679-2）
- 横越駐在所（新潟市江南区横越中央2丁目6-1）
- 沢海駐在所（新潟市江南区沢海2丁目10-41）